# Oliba
Oliba is de naam van een Frankisch adellijk geslacht. Voorvader trok met het leger van Pepijn de Korte naar Zuid-Frankrijk om de Saracenen te bestrijden; als dank voor bewezen diensten kreeg deze het burggraafschap van Carcassonne in leen, met de titel graaf. Naam van deze voorvader onbekend.
Oudst bekend lid familie:
- Adeleme van Poitiers, moeder van
- Bellon (Bello Bernard), graaf van Carcassonne (ong. 780 - na 812), vader van
- Gisclafred van Carcassonne ( ? - 821), vader van
- Oliba I, graaf van Carcassonne ( ? - 837), getrouwd met Ermentrude, vader van
- Acfredo (Acfred) I,  graaf van Carcassonne en Razès ( ? - 879), getrouwd met Adelinda van Autun, (waarschijnlijk) vader van
- Acfrid II, graaf van Carcassonne en de Razès, Hertog van Aquitanië, graaf van Auvergne en Mâcon (ong. 880 - 927). Uit deze lijn geen mannelijke erfgenaam. Vader van
- Arsinda van Carcassonne (ong. 902 - na 967), getrouwd met Arnold I van Comminges-Couserans (ong. 898 - ong. 958).

Hiermee startte de Dynastie van de Commingues-Couserans.
Bellon de Carcassonne was via zijn dochter Ermengarda ook stamvader van het geslacht Urgell-Besalú, graven van Barcelona.